# Bistum Calbayog

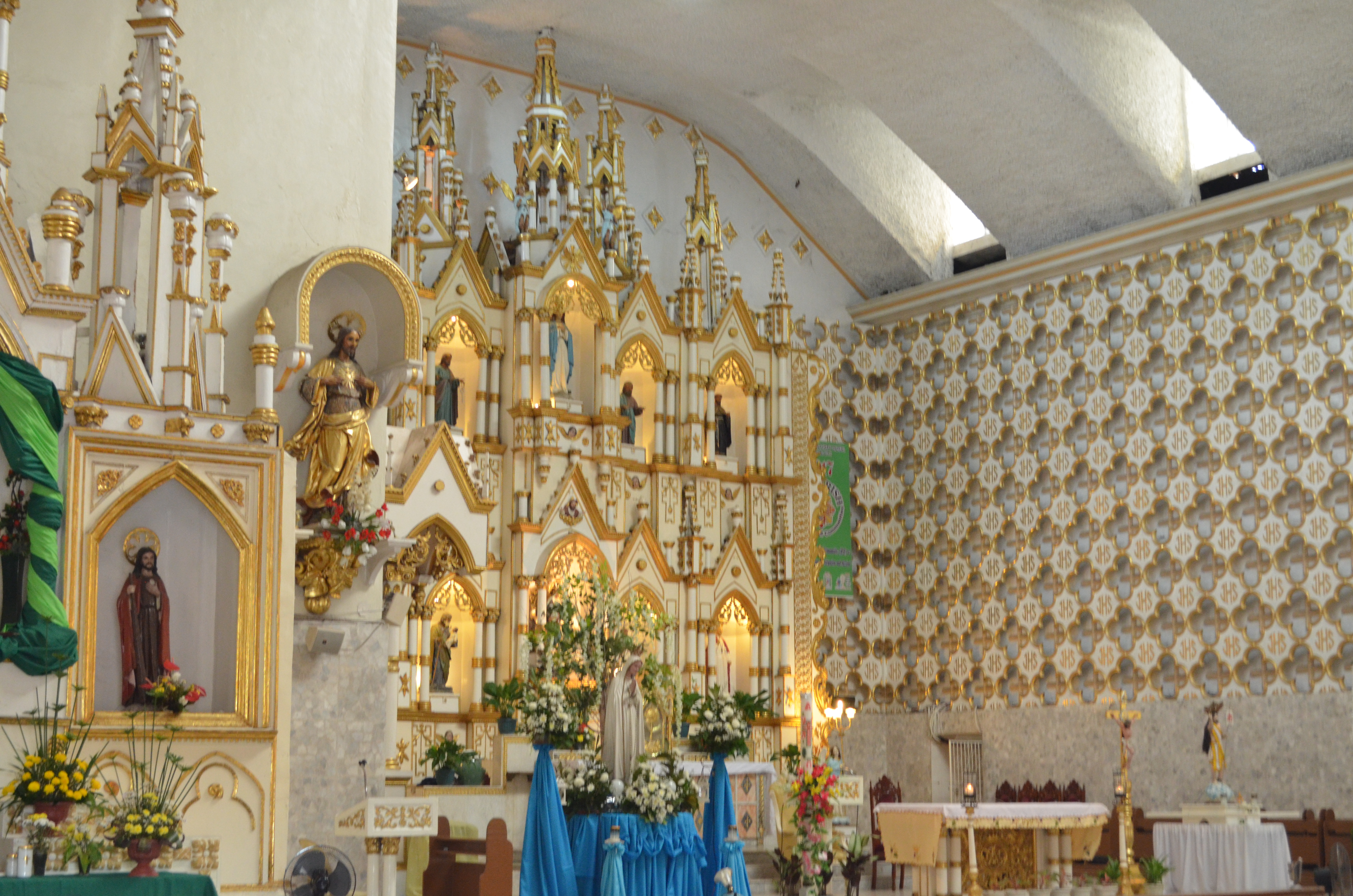
Altar der „Saints Peter and Paul Cathedral“ in Calbayog City, Samar, Philippinen. Aufnahme vom 9. Mai 2017

Das Bistum Calbayog (lat.: Dioecesis Calbayoganus) ist eine auf der Insel Samar auf den Philippinen gelegene römisch-katholische Diözese mit Sitz in Calbayog City. Es umfasst einen Teil der Provinz Samar.

## Geschichte
Papst Pius X. gründete es am 10. April 1910 aus Gebietsabtretungen des Bistums Cebu und es wurde dem Erzbistum Manila als Suffragandiözese unterstellt.
Es wurde am 28. April 1934 dem Erzbistum Cebu als Suffragandiözese unterstellt. Am 15. November 1982 wurde es dem Erzbistum Palo als Suffragandiözese unterstellt.
Teile seines Territoriums verlor es zur Errichtung verschiedener Diözesen:
- 28. November 1937 an das Bistum Palo;
- 22. Oktober 1960 an das Bistum Borongan;
- 5. Dezember 1974 an das Bistum Catarman.

## Bischöfe von Calbayog
- Pablo de la Singzon Anunciacion (12. April 1910–9. August 1920)
- Sofronio Hacbang y Gaborni (22. Februar 1923–3. April 1937)
- Miguel Acebedo y Flores (16. Dezember 1937–25. Juli 1958)
- Manuel P. Del Rosario (25. Juli 1958–11. Dezember 1961, dann Bischof von Malolos)
- Cipriano Urgel y Villahermosa (22. März 1962–12. April 1973, dann Bischof von Palo)
- Ricardo Pido Tancinco (8. März 1974–21. April 1979)
- Sincero Barcenilla Lucero (10. Dezember 1979–11. Oktober 1984)
- Maximiano Tuazon Cruz (20. Dezember 1994–13. Januar 1999)
- Jose Serofia Palma (13. Januar 1999–18. März 2006, dann Erzbischof von Palo)
- Isabelo Caiban Abarquez (seit 5. Januar 2007)